# Catedral de Sant Esteve de Viena
La catedral de Sant Esteve (en alemany Domkirche St Stephan, abreujat popularment com Stephansdom) és l'església principal de l'arxidiòcesi de Viena (Àustria) i la seu del seu arquebisbat. Es troba a l'Stephansplatz, al centre de la capital austríaca. L'obra va ser iniciada per Rodolf IV d'Àustria i s'aixeca sobre les ruïnes de dues esglésies anteriors, la primera d'elles una parròquia consagrada en 1147. L'edifici va experimentar també diverses reformes i ampliacions al llarg de la seva història, seguint diferents estils artístics. És el símbol religiós més important de Viena i ha estat testimoni de multitud d'esdeveniments de la història d'Àustria. Porta el nom de Sant Esteve, que és considerat el primer màrtir cristià. El segon patronat és el dia de Tots Sants.
A l'exterior de la catedral es poden observar la teulada, les dues torres campanar-la sud i la nord i els pòrtics d'entrada al temple: el dels Cantors, el de les Torres, el del Bisbe i el Gegant. La campana Pummerín és una versió reconstruïda de la primitiva, que va ser danyada per un incendi. L'interior de la catedral consta de tres naus i nombrosos altars, cada un d'ells hi ha una variada quantitat d'objectes i obres d'art que van anar rebent mitjançant donacions de diferents personalitats. Com en tot temple, antigament es realitzaven enterraments sota els seus sòls, de manera que el lloc conserva els sepulcres de diversos nobles del país.